# Stará Bystrica
Stará Bystrica je obec na Slovensku v okrese Čadca. První písemná zmínka o obci pochází z roku 1417. 

## Poloha
Obec se nachází ve východní části okresu Čadca, v údolí řeky Bystrice na rozhraní Kysuckých Beskyd a Kysucké vrchoviny, na severu hraničí katastr obce s Polskem, sousedními obcemi jsou Nová Bystrica, Klubina, Radôstka, Lodno a Lutiše. Katastr obce leží z větší části v Chráněné krajinné oblasti Kysuce. Obec leží od hlavního města Bratislavy 233 km, krajského města Žiliny 37,3 km a okresního města Čadca 19,2 km.

## Pamětihodnosti
- Slovenský orloj
- Svatý Michael Archanděl

## Osobnosti
- Karol Brančík – lékař, přírodovědec, muzejník, entomolog a rodák ze Staré Bystrice